# 양기름
양기름(영어: mutton fat) 또는 양지(羊脂)는 양에서 채취한 기름을 일컫는다. 

## 같이 보기
- 라드
- 탤로
- 쇠기름
- 양고기